# Melolobium calycinum
Melolobium calycinum är en ärtväxtart som beskrevs av George Bentham. Melolobium calycinum ingår i släktet Melolobium och familjen ärtväxter. Inga underarter finns listade i Catalogue of Life.